# Електричний скат індійський
Електричний скат індійський (Narke dipterygia) — вид скатів з роду Narke родини Narkidae. Інша назва «плямистохвостий електричний скат».

## Опис
Загальна довжина зазвичай сягає до 13,5 см, іноді до 35 см. Голова сплощена. Грудні плавці мають овальну форму. Очі невеликі, позаду яких є великі бризкальця. Електричні органи знаходяться біля голови. Наявні 5 зябрових щілин. Тулуб широкий. На спині є 1 плавець. Хвіст товстий та короткий з великим плавцем. Забарвлення спини коричневий з бежевим відтінком. Черево біле з жовтуватим відтінком. На хвості присутня світла пляма.

## Спосіб життя
Це донний скат, бентофаг. Полюбляє піщаний ґрунт. Тримається мілководдя на узбережжі морів. Живиться безхребетними. Яйцеживородний скат, самиця якого народжує від 4 до 6 дитинчат.

## Розповсюдження
Мешкає від південної Японії до Омана (уздовж узбережжя Кореї, Китаю, Індокитаю, Малайзії, М'янми, Бангладеш, Індії, Шрі-Ланки, Іран).